# Jan Pinc
Jan Pinc (6. prosince 1906 Lišov u Českých Budějovic – 2. ledna 2011 Praha) byl český lesní inženýr, odborník lesních meliorací a ochrany rozvoje dřevařského hospodářství, chovu lesní zvěře, manažer státních lesních polesí a generální ředitel lesů a statků pražského arcibiskupství.

## Životopis
Pinc pocházel z rodiny jihočeského pedagoga, ředitele měšťanské a hospodářské školy v Lišově, Jana Pince, průkopníka moderního včelařství, zahradnictví, péče o lesní zvěř a ochrany krajiny. Otec jej od mládí vedl k poznávání, úctě a péči o dary přírody, k její obnově a oživení přírodního prostředí. Mladý Pinc nastoupil na odbornou školu lesnickou v Písku, ukončenou v roce 1924 a záhy získal práci na ředitelství statků a lesů v Týně nad Vltavou, patřících pražskému arcibiskupství. Při zaměstnání začal dálkově studovat na lesnické fakultě ČVUT v Praze. Pracovitého a nadaného mladíka si všiml ředitel Ing. Šimek a umožnil mu získat místo na pražském ústředí. Tím se Pincovi studium ulehčilo. ČVUT dokončil v roce 1932. Na fakultě byl posluchačem a asistentem Dr. Jaromíra Šámala v oborech entomologie a hydrobiologie. Ve službě na pražském ředitelství jej oceňovali pro jeho houževnatost, odborné znalosti a jednací schopnosti. Proto ve služebních funkcích rychle postupoval. Představení si Ing. Pince natolik oblíbili, že se stal laickým ceremoniářem a posléze jej pověřil nově jmenovaný arcibiskup kardinál Kašpar funkcí styčného tajemníka pro hospodářskou agendu mezi státní správou a církevními hodnostáři ústředí.
Rozhodujícího úspěchu dosáhl Ing. Pinc v druhé polovině 30. let při vyřešení následků chronických náletů kůrovce v arcibiskupských koniferových lesích a vyvinutí metodických postupů pro prevenci a ochranu lesů před kůrovcovými nálety. V roce 1936 byl vyslán se skupinou českých lesních odborníků na studijní cestu do SSSR, aby se seznámili se skutečnou situací v tamním lesním hospodářství. Zpráva byla kritická a depresivní; arcibiskupství se ji neodvážilo publikovat. Ing. Pinc se rovněž věnoval publikační činnosti, navazující na jeho pracovní úkoly, zejména popularizaci lesního zákonodárství, ochrany zvěře a lesní krajiny. Po odchodu generálního ředitele hospodářské správy Ing. Šimka byl Ing. Pinc jmenován centrálním ředitelem arcibiskupských lesů. Tuto funkci vykonával i po úmrtí arcibiskupa kardinála Kašpara v roce 1941. Okupační správou dosazený německý generální ředitel Franz Kříž se o hospodářskou agendu nezajímal a do Prahy odmítal dojíždět. Ing. Pinc tedy řídil správu arcibiskupských lesů až do roku 1946. Poté se rozhodl odejít do státní správy.
Nastoupil do znárodněných lesů jako ředitel karlovarského lesního polesí Jáchymov. S rozvinutou těžbou uranové rudy za dohledu sovětských kontrolních orgánů se občanské vztahy mezi obyvatelstvem polesí zostřily politicky i morálně společensky. Ing. Pinc proto odešel v roce 1952 do Prahy působit na správě meliorací. V létě 1954 byl zatčen (spolu s většinou zaměstnanců jáchymovské lesní správy), odsouzen v zinscenovaném procesu a zařazen do nápravného ústavu ve věznici Bánská Bystrica do 'šarašky' (vězeňského pracovního útvaru technických odborníků). V prvním 'muklovském' intermezzu byl určen jako stavbyvedoucí pro vojenskou cementárnu. Poté mu bylo přikázáno vypracovat design melioračních a zalesňovacích úprav terénu při stavbě podzemních vojenských zařízení, aby nedošlo k jejich identifikaci z leteckých fotogrammetrických snímků. V roce 1959 byl Ing. Pinc propuštěn a vrátil se do středočeského kraje pracovat v oboru meliorací a zalesňování. Jeho konečným působištěm před odchodem do pozastavené penze se stal v roce 1982 Ústav pro vědeckou soustavu hospodaření. Dostalo se mu odborné a plné občanské rehabilitace až na konci roku 1989.
I v době důchodového odpočinku Ing. Pinc nezahálel. Jako poslední tehdy žijící člen Masarykovy akademie práce přispěl ke snahám o její polistopadovou obnovu. S mladšími kolegy pracoval na memoárech z dějin českého lesnictví.; vzpomínky, někdy i vydávané vlastním nákladem. Pro Husitskou theologickou fakultu UK zpracoval bibliografii hudebních děl skladatele a spoluzakladatele Církve československé husitské, prof. J. F. Píchy. Věnoval se i bibliografii českých exlibris. Stvořil rovněž divadelní hru pro mládež. Byl také pozván a uveden jako čestný člen lesnického Řádu rytířů sv. Huberta.
Zemřel 3. ledna 2011 ve věku 104 let v Domově Boromejek v Praze-Řepích.

## Publikace
- PINC, J., KOKEŠ, J.: Lesní zákony, nařízení a předpisy, A. Neubert, Praha 1937
- PINC, J.: Nálety kůrovce v lesích koniferových, methodika prevence, ochrany a následků napadení, tisk ŘSL, Arcibiskupství pražské 1938
- PINC, J. a kol.: Pocta Dr. Ant. Prokešovi k jeho padesátinám, Spolek péče o blaho venkova, Praha 1940
- PINC, J.: Reservy v lesním hospodářství, Svaz českých zemědělských ekonomistů, Praha 1940
- PINC, J., KUBÍČE, A.: Novodobé úkoly lesního a dřevařského hospodářství, Česká společnost národohospodářská a Fr. Řivnáč, Praha 1941
- PINC, J.: Bibliografické soupisy knižních značek a Jar. Vojna, nákl. vlastní, tisk Svazu českých bibliofilů, Praha 1988
- PINC, J.: Český hudební skladatel a pracovník CČSH J. F. Pícha, Theologická revue HTF UK v Praze, č 1 a 2, Praha 1993
- PINC, J.: Bibliografický seznam zachovaných prací Josefa F. Píchy, Theologická revue HTF UK v Praze, č. 2, Praha 1993
- PINC, J.: Psí posádka, aneb Co se zvěrolékaři skutečně stalo, J. R. Vilímek, Liberec 1999
- PINC, J.: Svědectví lesnických map, Lesnická práce, Praha 2002, roč. 81, č. 6
- PINC, J. a kol.: Přehled historie lesnického školství v Čechách a na Moravě, Matice lesnická, Písek 2003
- PINC, J.: Ing. Dr. Vojtěch Kaiser a počátek výuky lesních inženýrů v Praze, Ústav pro vodohospodářskou úpravu lesů a Česká lesnická společnost, Brandýs n.L. 2009